# Stephanie Sigman
Stephanie Sigman Conde (Ciudad Obregón, Sonora, 28 de febrero de 1987) es una actriz y modelo mexicana, conocida principalmente por su papel protagónico en la película Miss Bala de 2011.  En marzo de 2015 fue seleccionada para participar en la película de James Bond Spectre, siendo la primera actriz mexicana en participar en una cinta de Eon Productions del agente 007 (Linda Christian interpretó a la protagonista Valerie Mathis en la adaptación televisiva de 1954 de Casino Royale, que no fue producida por Eon).
Se la puede ver también en el vídeo musical "Snap Out Of It" de la banda de indie rock inglesa Arctic Monkeys.
En 2017 inició su participación en la serie estadounidense S.W.A.T., en la que interpretó durante sus dos primeras temporadas a la capitana Jessica Cortez.

## Vida
Stephanie Sigman nació en Ciudad Obregón, Sonora, México, en 1987. Se dio a conocer en el mundo del espectáculo a los 16 años cuando incursiona como modelo. A los 18 empieza a estudiar actuación y poco a poco se abre campo en la televisión en programas como Lo que callamos las mujeres y La vida es una canción, entre otros. Participó en varios cortos y largometrajes y obras de teatro y en 2011 obtuvo el papel protagónico en la cinta Miss Bala.
Su padre, Lee Sigman, fue un conocido beisbolista. Stephanie tiene dos hermanos, Kenneth Sigman y Salvador Sigman.

## Filmografía
| Año  | Título                            | Papel             | Premios y nominaciones |
| ---- | --------------------------------- | ----------------- | ---------------------- |
| 2010 | Los Minondo (serie de televisión) | Eduviges          |                        |
| 2010 | Río de oro                        | Estela            |                        |
| 2011 | Miss Bala                         | Laura Guerrero    |                        |
| 2012 | Morelos                           | Francisca Ortiz   |                        |
| 2013 | Pioneer                           | María Salazar     |                        |
| 2013 | The Arrangement                   | Lourdes Nieves    |                        |
| 2013 | The Bridge (serie de televisión)  | Eva               |                        |
| 2012 | Alicia en el país de María        | Alicia            |                        |
| 2015 | Narcos (serie de televisión)      | Valeria Vélez     |                        |
| 2015 | Spectre                           | Estrella          |                        |
| 2017 | Annabelle 2: La creación          | Hermana Charlotte |                        |
| 2017 | S.W.A.T. (serie de televisión)    | Jessica Cortez    |                        |
| 2017 | Once Upon a Time in Venice        | Novia de Spider   |                        |
| 2017 | Shimmer Lake                      | Steph Burton      |                        |
| 2025 | Follow                            | Leonor            |                        |